# Breutelia tomentosa
Breutelia tomentosa là một loài rêu trong họ Bartramiaceae. Loài này được Sw. ex Brid. A. Jaeger mô tả khoa học đầu tiên năm 1875.